# Nagari Sulik Aia
Nagari Sulik Aia is een bestuurslaag in het regentschap Solok van de provincie West-Sumatra, Indonesië. Nagari Sulik Aia telt 7873 inwoners (volkstelling 2010).